# Singiduno
Singiduno (em latim: Singidunum) foi uma cidade antiga que mais tarde evoluiu para a moderna Belgrado, capital da Sérvia. O nome é de origem celta, remontando à época em que a tribo celta escordiscos colonizou a área no século III a.C., após a invasão gaulesa dos Bálcãs. Mais tarde, a República Romana conquistou a área em 75 a.C. e a incorporou à província da Mésia. Grande parte do centro de Belgrado pertence ao "Sítio Arqueológico de Singidunum", que foi declarado uma zona protegida em 30 de junho de 1964.